# Bridgeport
Bridgeport (pronunciación en inglés: /ˈbɹɪd͡ʒˌpɔɹt/) es la ciudad más poblada del estado estadounidense de Connecticut y la quinta mayor en Nueva Inglaterra. Situada en el condado de Fairfield, la ciudad tiene una población estimada de 148,654 habitantes y es el corazón del área de Greater Bridgeport, que está considerada parte del área de mercado de trabajo de la ciudad de Nueva York. Unos de los tres puertos del estado está en la costa del Long Island Sound, sobre el río Pequonnock.
La ciudad es bastante conocida por su conexión a vecinos famosos, empresarios del circo y el una vez alcalde P. T. Barnum. Barnum construyó tres casas en la ciudad, y organizó un circo en la ciudad durante varios inviernos.
Bridgeport fue originalmente parte del municipio de Stratford. El primer asentamiento por los Ingleses aquí tuvo lugar en 1659. Se llamó Pequonnock hasta 1695, cuando su nombre se cambió a Stratfield, debido a su situación entre las ya existentes ciudades de Stratford y Fairfield. Durante la Revolución estadounidense se convirtió en un centro de piratería. En 1800, el municipio de Bridgeport se registró como tal y en 1821 fue incorporado el ayuntamiento. La ciudad no aprobó sus estatutos hasta 1836. Gracias al nuevo ferrocarril la nueva ciudad de Bridgeport creció en una ciudad industrial. A principios del siglo XX, la ciudad experimentó un auge económico y demográfico, convirtiéndose en la principal ciudad manufacturera de Connecticut en 1905. En 1930, era la ciudad tercera del estado, tenía más de 500 fábricas, incluyendo empresas famosas como Remington Arms, las máquinas Singer y la planta de General Electric, jugando un papel importante durante las guerras mundiales. Bridgeport fue el sitio de la primera escuela de higiene dental (1949) y el primer servicio bancario de facturas telefónicas en EE. UU. (1981). El inventor Harvey Hubbell II inventó el enchufe eléctrico en Bridgeport en 1912. La cadena de comida rápida del restaurante Subway comenzó en Bridgeport y abrió como una tienda de sándwiches en el lado norte de la ciudad en 1965.  Comenzando en los 70, las industrias de fábricas comenzaron su éxodo de las ciudades americanas como Bridgeport a lugares más baratos. Bridgeport recibe el apodo oficial de la ciudad de los parques y alberga 1,300 acres de parques públicos, con 35 parques públicos, incluidos dos diseñados por el diseñador de Central Park, Frederick Law Olmsted. Bridgeport está localizado en el condado de Fairfield, o el área de Gran Bridgeport, que alberga muchas empresas de Fortune 500.
La ciudad fue el lugar de residencia de la Compañía Frisbie Pie por lo que se ha considerado que Bridgeport es el lugar de nacimiento del frisbee.
La comunidad tiene dos hospitales, el Hospital Bridgeport y el Centro Médico de San Vicent, 3 museos, el único zoológico en el estado, y 4 Universidades.

## Historia

### Los primeros años

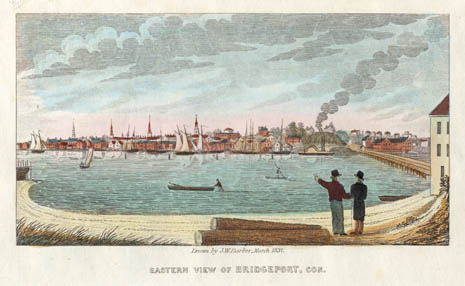
Vista este de Bridgeport, por John Warner Barber (1836).

Los primeros años de Bridgeport estuvieron marcados por una dependencia de la pesca y la agricultura, como otras muchas ciudades en Nueva Inglaterra. La situación de la ciudad en el profundo puerto de Newfield fomentó un bum en la construcción naval y la caza de ballenas a mediados del siglo XIX, especialmente después de la apertura de la línea del ferrocarril a la ciudad en 1840. La ciudad pronto se industrializó a finales del siglo XIX y se convirtió en un centro industrial de producción de productos como la famosa fresadora de Bridgeport, accesorios de latón, carruajes, máquinas de coser, sujetadores, sillas de montar y munición.

### La visita de Abraham Lincoln

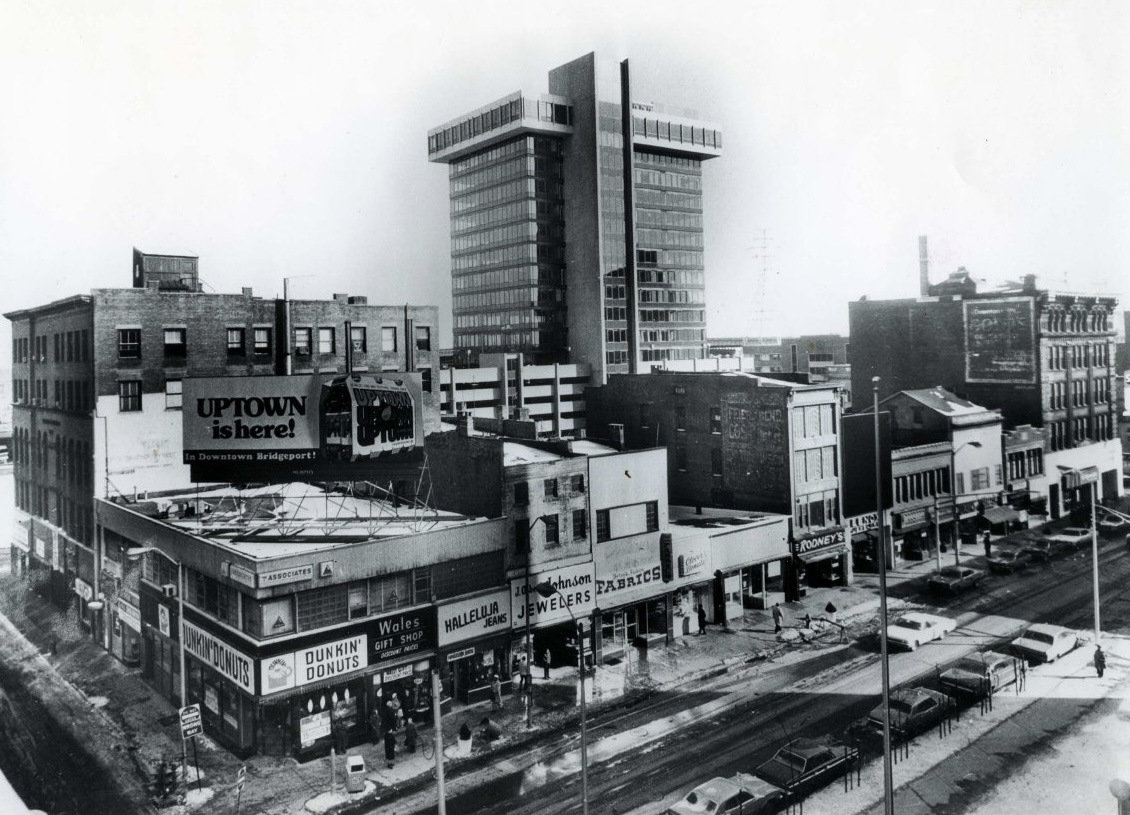
El centro de Bridgeport en los 1970s. La intersection de la Main Street y Fairfield Avenue. Hoy es el Holiday Inn.

El sábado, 10 de marzo de 1860, Abraham Lincoln habló en el Washington Hall, un auditorio que entonces era el juzgado del condado de Fairfield (ahora McLevy Hall), en la esquina de las calles State y Broad. No solo estaba de bote en bote el salón más grande de la ciudad, sino que una gran multitud tuvo que quedarse fuera. Él recibió una increíble ovación antes de coger el tren a las 9:07 esa noche de vuelta a Manhattan. Ahora hay una placa conmemorativa en Bridgeport donde él dio el discurso. (En 2006, justo al cruzar la calle, en Polea Dot Playhouse, el presidente George W. Bush dio un discurso ante un pequeño y selecto grupo de empresarios y funcionarios sobre la reforma de la asistencia sanitaria.)

### Historia posterior

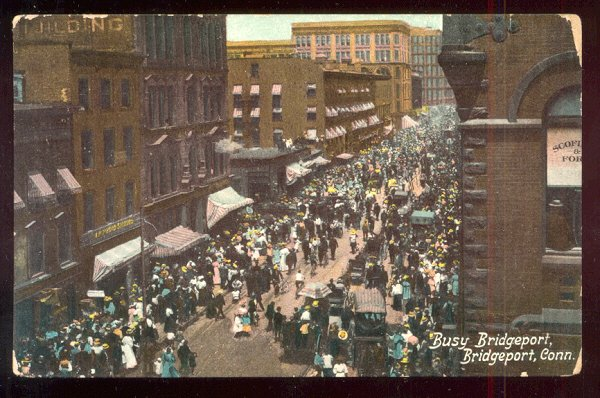
Un retrato de Main Street, en el centro de Bridgeport en 1910.

La ciudad entró al nuevo siglo con 102 000 habitantes en 1910. Bridgeport de repente creció por 50 000 personas en para 1916 durante La Guerra Mundial. El nuevo complejo de Remington, 13 edificios, 5 pisos cada uno conectado por un pasillo, era la fábrica más grande del mundo en ese entonces, con 16,000 empleados y protegido por la Guardia nacional. En 1930, Bridgeport fue un próspero centro industrial con más de 500 fábricas y una población inmigrante en auge, como ingleses, portugueses, italianos, polkas, rusos, griegos, judíos, irlandeses etc. En 1930, 30% de la ciudad eran inmigrantes y 40% eran hijos de emigrantes. El oeste de la ciudad era el barrio húngaro conocido como "Hunktown". Los italianos se establecieron por la Avenida Madison en El lado norte de Bridgeport. El principal complejo de la ciudad durante la II Guerra Mundial también fue el de Remington Arms, en la Avenida Barnum, una de las principales fábricas de armas de Estados Unidos. Aquí murieron más de 30 personas; una de esas muertes fue una bomba que estalló en la planta principal, causando la muerte de siete obreros en 1942. También durante una huelga, dos trabajadores portugueses murieron por unos guardias, que le fracturaron el cráneo a uno de ellos y el otro fue tirado al horno de fundición vivo. 
Los anos 50s vio la llegada de inmigrantes de Puerto Rico y Cuba, buscando empleo en los complejos industriales de Bridgeport. Para 1970, unos 15.000 puertorriqueños vivían en Bridgeport, el 10% de la población de la ciudad y concentrado por East Main Street. A medida que las ciudades de los Estados Unidos renovaban sus centros después de la guerra, Bridgeport comenzó sus propios proyectos de renovación urbana en su antiguo centro a principios de la década de 1960 durante la construcción de las carreteras que atraviesan la ciudad. Bridgeport bajo el alcalde Tedesco pasó por el proyecto de reurbanización de State Street, demoliendo 52 acres de State Street, limpiando el terreno para el desarrollo. Fue reemplazado por modernos edificios de oficinas de gran altura, estacionamiento, la autopista Ruta 8/25 y un centro comercial. Hunktown, el barrio húngaro, con una población de 15,000 habitantes, y el vecindario irlandés en el lado sur fueron demolidos y reemplazados por la Interestatal 95 y un parque industrial. Fue en este tiempo gracias a las carreteras que se desarrollaron los suburbios en los estados unidos, y estaba de moda vivir fuera de las ciudades centrales para vivir en estos lugares para crear una familia, en el caso de Bridgeport lugares como Trumbull, Milford y Fairfield, donde muchos residentes de la ciudad se mudaron.
Como otros centros urbanos en Connecticut, Bridgeport salió peor parado durante la desindustrialización de los Estados Unidos en los años 70 y 80. Se elevó el desempleo, aumentó el crimen, y la ciudad se convirtió en conocida por sus problemas serios de drogas. Se descubrió que muchos ex-emplazamientos industriales de la ciudad estaban altamente contaminados, dejando a Bridgeport con un importante coste y daño ambiental. Otros emplazamientos fueron simplemente abandonados y quemados, dejando algunas áreas de la ciudad como si fueran ciudades fantasma. El centro comercial del centro cerró y se convirtió en Housatonic Community College. En 1987, el proyecto residencial L'Ambiance Plaza que se encontraba en construcción en aquel momento, se derrumbó matando a 28 trabajadores de la construcción. Bridgeport en el año 1989 era la ciudad más peligrosa del noreste del país con más de 100 mil habitantes, y no disponía de los recursos para pagar más policías. La ciudad de Bridgeport se declaró en quiebra en 1991, pero un tribunal federal la declaró solvente. A fines de la década de 1980 comenzó la migración desde Brasil, Camboya, Laos, Jamaica y otros países hacia Bridgeport. Para el año 2000, la población blanca tradicional de la ciudad continuó siendo reemplazada por inmigrantes de todo el mundo, incluidos mexicanos, peruanos, vietnamitas, samolianos y coreanos. En 1995, la tasa de criminalidad de Bridgeport se redujo sustancialmente gracias a una operación policiaca llamada "Operacion Phoenix", y reduciendo la venta de drogas a personas entrando de fuera de la ciudad. A partir de 2000, la población de Bridgeport comenzó a crecer nuevamente por primera vez en décadas por 10,000 personas en 2020, y su tasa de criminalidad es un poco más que la mitad de lo que era en el 2000.

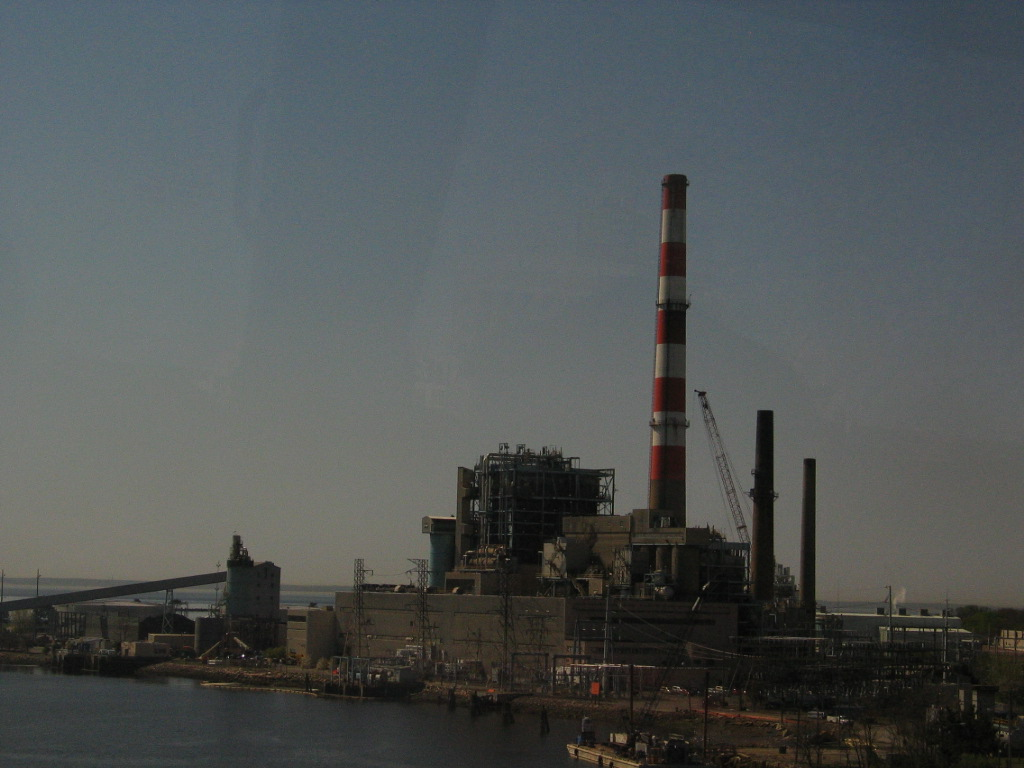
Complejo industrial en Bridgeport.

A principios del siglo XXI, Bridgeport está recuperándose después de una pérdida de trabajos y población, y se está transformando en centro de industrias de servicios y como región periférica del área metropolitana de Nueva York (por ejemplo, la ciudad en sí misma es un oasis de viviendas de relativo bajo coste en una región extremadamente cara). 
Como otras ciudades del nordeste que sufren el decline industrial derivado de la finalización de la Segunda Guerra Mundial, Bridgeport ha hecho a menudo esfuerzos de rehabilitación. Una propuesta fue hecha por el promotor de Las Vegas Steve Wynn de construir un gran casino en la propiedad, pero por una serie de razones, ese proyecto no llegó a materializarse. El proyecto se opuso porque su rival Donald Trump temía que un casino de Bridgeport dañara sus propiedades en Atlantic City y propuso construir un parque temático y un casino potencial en el mismo sitio. Más recientemente, La Ciudad de Bridgeport ha dado pasos para adquirir las últimas parcelas privadas. Muchos edificios históricos se están también rehabilitando y convirtiéndose en viviendas residenciales. La rehabilitación de la parte norte del centro de la ciudad comenzó en 2015 y ahora es principalmente comercial y de apartamentos. La renovación del centro de Bridgeport ha resultado en varios restaurantes, la renovación del Bishop Arcade Mall, un club de comedia y apartamentos. El proyecto Steelpointe al otro lado del río desde el centro a lo largo de East Main Street condujo a la construcción de Bass Pro Shops, un Starbucks y algunas tiendas, un restaurante de mariscos y un puerto deportivo, se encuentra en su próxima fase de desarrollo, que incluye apartamentos de lujo de 4 pisos y un hotel.

## Geografía y clima
Bridgeport está situada en Long Island Sound, en la boca del río Pequonnock.
De acuerdo con el la oficina del Censo de Estados Unidos, la ciudad tiene un área total de 50,2 km², de los cuales 41,4 km² son tierra y 8,8 km² (17,53%) es agua.
Bridgeport se encuentra dentro del cinturón climático Continental Húmedo, con tiempo templado a ocasionalmente caliente y veranos húmedos e inviernos fríos y nevados. Los extremos estacionales son un tanto moderados en Long Island Sound. Las aguas adyacentes están en Bridgeport varios grados más frías en verano y en invierno más suave con menos nieve que en otras ubicaciones más alejadas de la costa. La ciudad recibe 1120 milímetros de precipitación y sobre 85 cm de nieve de promedio al año. El récord del invierno más nevado fue 1996 ya que Bridgeport recibió 195,1 cm de nieve.
| Parámetros climáticos promedio de Bridgeport, Connecticut (Sikorsky Airport), normales 1991–2020, extremos 1948–presente | Parámetros climáticos promedio de Bridgeport, Connecticut (Sikorsky Airport), normales 1991–2020, extremos 1948–presente | Parámetros climáticos promedio de Bridgeport, Connecticut (Sikorsky Airport), normales 1991–2020, extremos 1948–presente | Parámetros climáticos promedio de Bridgeport, Connecticut (Sikorsky Airport), normales 1991–2020, extremos 1948–presente | Parámetros climáticos promedio de Bridgeport, Connecticut (Sikorsky Airport), normales 1991–2020, extremos 1948–presente | Parámetros climáticos promedio de Bridgeport, Connecticut (Sikorsky Airport), normales 1991–2020, extremos 1948–presente | Parámetros climáticos promedio de Bridgeport, Connecticut (Sikorsky Airport), normales 1991–2020, extremos 1948–presente | Parámetros climáticos promedio de Bridgeport, Connecticut (Sikorsky Airport), normales 1991–2020, extremos 1948–presente | Parámetros climáticos promedio de Bridgeport, Connecticut (Sikorsky Airport), normales 1991–2020, extremos 1948–presente | Parámetros climáticos promedio de Bridgeport, Connecticut (Sikorsky Airport), normales 1991–2020, extremos 1948–presente | Parámetros climáticos promedio de Bridgeport, Connecticut (Sikorsky Airport), normales 1991–2020, extremos 1948–presente | Parámetros climáticos promedio de Bridgeport, Connecticut (Sikorsky Airport), normales 1991–2020, extremos 1948–presente | Parámetros climáticos promedio de Bridgeport, Connecticut (Sikorsky Airport), normales 1991–2020, extremos 1948–presente | Parámetros climáticos promedio de Bridgeport, Connecticut (Sikorsky Airport), normales 1991–2020, extremos 1948–presente |
| Mes | Ene. | Feb. | Mar. | Abr. | May. | Jun. | Jul. | Ago. | Sep. | Oct. | Nov. | Dic. | Anual |
| --- | --- | --- | --- | --- | --- | --- | --- | --- | --- | --- | --- | --- | --- |
| Temp. máx. abs. (°C) | 20.6 | 20 | 28.9 | 32.8 | 36.1 | 36.1 | 39.4 | 37.8 | 37.2 | 31.7 | 26.1 | 24.4 | 39.4 |
| Temp. máx. media (°C) | 3.6 | 4.7 | 8.6 | 14.6 | 20.2 | 25.4 | 28.6 | 27.7 | 24.1 | 18 | 12 | 6.6 | 16.2 |
| Temp. media (°C) | -0.3 | 0.6 | 4.1 | 10 | 15.6 | 20.9 | 24.3 | 23.6 | 19.8 | 13.6 | 7.8 | 2.8 | 11.9 |
| Temp. mín. media (°C) | -4.2 | -3.5 | 0.2 | 5.4 | 10.9 | 16.4 | 19.9 | 19.4 | 15.4 | 9.1 | 3.6 | -1 | 7.6 |
| Temp. mín. abs. (°C) | -21.7 | -21.1 | -15.6 | -7.8 | -0.6 | 5 | 9.4 | 6.7 | 2.2 | -3.3 | -10.6 | -20 | -21.7 |
| Precipitación total (mm)                                                                                                 | 80.8 | 79.2 | 103.9 | 105.7 | 90.9 | 95.8 | 84.3 | 101.1 | 100.6 | 97.5 | 79 | 101.1 | 1119.9 |
| Nevadas (cm) | 21.6 | 27.2 | 17.8 | 2.3 | 0 | 0 | 0 | 0 | 0 | 0.3 | 2.3 | 14 | 85.3 |
| Días de precipitaciones (≥ 0.2 mm)                                                                                       | 11.2 | 10.4 | 11.2 | 11.4 | 12.1 | 11.2 | 8.9 | 9.2 | 8.2 | 9.9 | 9.4 | 11.5 | 124.7 |
| Días de nevadas (≥ 0.2 cm)                                                                                               | 4.5 | 4.2 | 2.6 | 0.3 | 0.0 | 0.0 | 0.0 | 0.0 | 0.0 | 0.1 | 0.4 | 2.9 | 14.8 |
| Humedad relativa (%) | 66.1 | 65.8 | 65.9 | 63.9 | 70.2 | 73.6 | 73.0 | 73.9 | 74.1 | 70.3 | 70.2 | 69.6 | 69.7 |
| Fuente: NOAA | | | | | | | | | | | | | |

## Demografía
En el censo de 2020, Bridgeport tenía una población de 148.333. Era un 42% de hispanos o latinos de cualquier raza, 37% afroamericanos, 19% blancos no hispanos, y 5% asiáticos. De grupos hispanos en Bridgeport, 22% de la población de Bridgeport (31,900 en el 2013) era de origen puertorriqueño, la séptima población puertorriqueña séptima más grande de los Estados Unidos. 
En términos de grupos hispanos, en la encuesta de 2020; fueron contados 28.944 personas de origen puertorriqueña, 8.479 de origen mexicana, 8,458 de origen sudamericana, 6.701 de origen centroamericana, 5.248 de origen dominicana, 1.271 de origen cubana, y 1,814 personas de cualquier otro país hispanohablante incluyendo España fueron contados en Bridgeport en la encuesta federal del American Community Survey de 2020.

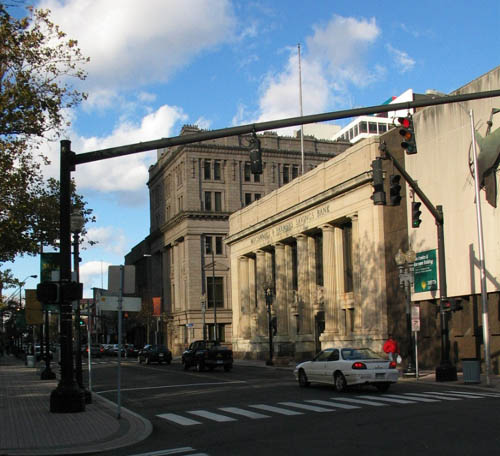
Una típica escena urbana en Bridgeport.

Había 50.307 viviendas de las cuales el 34,3% tenían niños por debajo de los 18 años viviendo con ellos, 35% de parejas jóvenes casadas, 24% tenía una propietaria femenina sin marido, y 34,9% no eran familias. 29% de las viviendas estaban constituidas por individuos y 11,3% por alguien de 65 años o mayor viviendo sólo. El promedio del tamaño de las casas era de 2,70 y la media del tamaño de la familia era de 3,34.
A partir del censo del año 2000, había 139.529 habitantes, 50.307 casas, y 32.749 familias residiendo en la ciudad. La densidad de población era de 3,367,0/km². Había 54.367 viviendas en una densidad media de 1.312,0/km². La composición racial de la ciudad era de 45,02% de blancos, 30,76% de Afroamericanos, 0,48% de nativos americanos, 3,25% de asiáticos, 0,11% de isleños del Pacífico, 14,81% de otras razas, y 5,57% de dos o más razas. El 31,88% de la población eran de raza hispana o latina.  En la ciudad la población se dividía con un 28,4% en menores de 18 años, 11,2% de los 18 a los 24, 30,5% de 25 a 44, 18,4% de 45 a 64, y 11,5% de mayores de 65 años. La Edad Media era de 31 años. Por cada 100 mujeres había 91,2 hombres. Por cada 100 mujeres de menos de 18 años, había 86,3 hombres.
La media de los ingresos de un hogar en la ciudad era de $34.658, y la media para una familia era de 39.571 dólares. Los hombres tenían una media de ingresos de 32.430 en contra de los 26.966 de las mujeres. El ingreso per cápita de la ciudad era de 16.306 dólares. Sobre el 16,2% de las familias y el 18,4% de la población estaban por debajo de la línea de la pobreza, incluyendo el 24,8% de esos por debajo de los 18 años y el 13,2% de los mayores de 65 años.

## Educación
En Bridgeport se encuentra la Universidad de Bridgeport y la Housatonic Community College.
El sistema de colegios públicos de la ciudad se compone de 30 colegios de educación primaria, 3 de educación global, 2 de programas alternativos y una escuela de formación profesional de acuicultura. El sistema tiene sobre 23.000 estudiantes lo que hace que Bridgeport sea el segundo sistema escolar más grande de Connecticut. Este sistema escolar emplea a más de 1700 profesionales.
La ciudad ha empezado una gran renovación escolar y un programa de construcción, con planes para nuevas escuelas y modernización de los edificios existentes.

### Institutos
- Bassick High School, sede del Business Magnet
- Central High School establecido en 1876, sede del Central Magnet, es el instituto más grande de todos
- Warren Harding High School que es sede del Programa Internacional de Bachillerato así como también del Programa Magnet de Salud que está asociado al Hospital de Bridgeport St. Vincent’s Medical Center al norte de Bridgeport.

- El Colegio Regional Vocacional de Acuicultura de Bridgeport está situado cerca de la histórica Captain's Cove (Cala del Capitán) y está abierto a estudiantes de las ciudades de los alrededores. Es una de las primeras escuelas especializadas en estudios marinos y de acuicultura.
- Bullard Havens Technical High School es un instituto de formación profesional. (Público)
- Kolbe Cathedral High School: instituto exclusivamente Católico de Bridgeport
- La Academia Bridge: Instituto de Educación Secundaria de Bridgeport

Bridgeport tiene también varios colegios Católicos. San Ambrose, el más grande de todos, San Rafael, San Agustín y San Pedro.

## Economía
Después de la pérdida de industria, Bridgeport a finales del siglo ha estado recuperándose.

## Gobierno y política

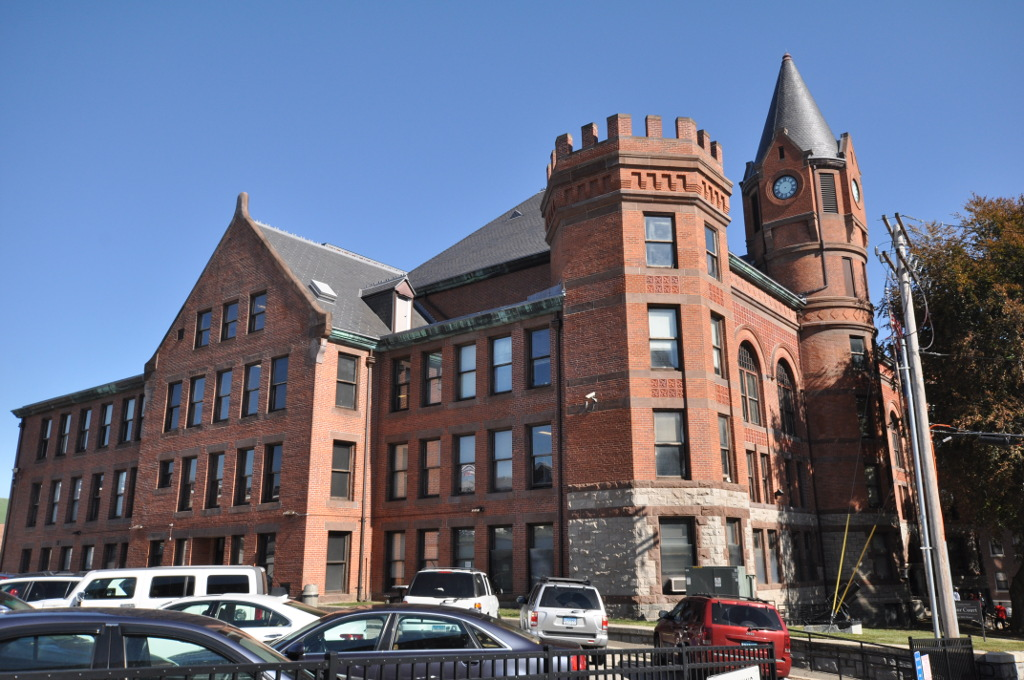
La antigua corte de condado en el centro de la ciudad.

Bridgeport es famosa por haber tenido un alcalde socialista durante 24 años; Jasper McLevy sirvió como alcalde desde 1933 hasta 1957. Los alcaldes más recientes, incluido Joseph Ganim, han sido acusados de corrupción, reflejando un patrón similar a otros centros urbanos de Connecticut. En junio de 2006, el alcalde John M. Fabrizi admitió haber tomado cocaína desde que empezara su mandato, pero dijo que llevaba un año sin ingerir dicha droga.
Es muy conocido en Connecticut su estatus como una ciudad posindustrial luchadora marcada por la pobreza, destacando notablemente sus vecinos de la Gold Coast (Costa del Oro).

## Cultura

### Cultura popular

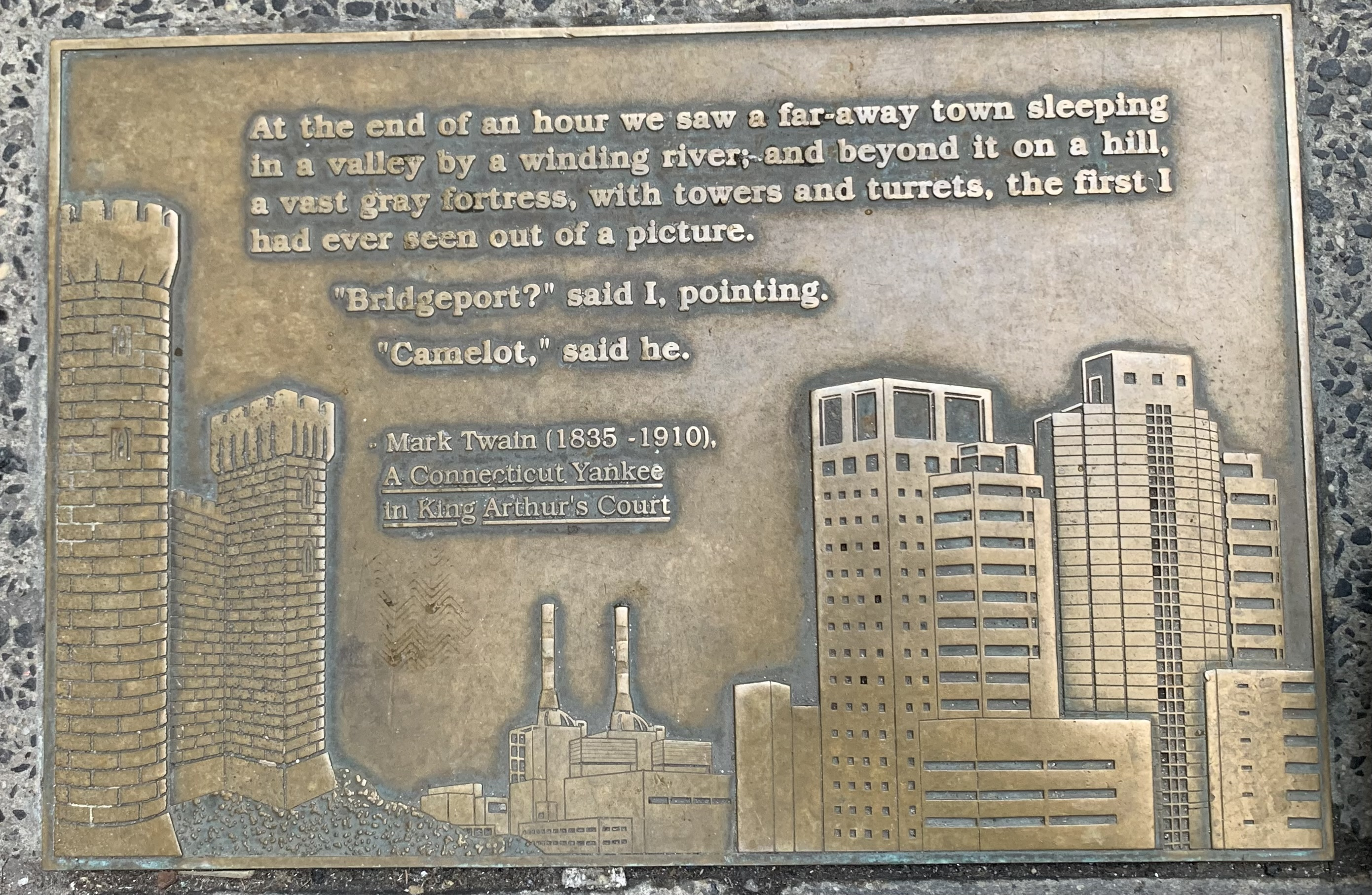

La ciudad fue mencionada al principio de la novela de Mark Twain "Un yanqui de Connecticut en la corte del Rey Arturo":

Al cabo de una hora de camino apareció a lo lejos una ciudad adormecida a orillas de un río sinuoso, y a sus espaldas, sobre una colina, una enorme y oscura fortaleza, con torres y torreones, una escena que hasta ahora sólo había visto en las ilustraciones.

¿Bridgeport? pregunté.
“Camelot” respondió.

### Artes interpretativas
Bridgeport ha organizado tres veces el Gathering of the Vibes, un festival de un fin de semana de arte, música y campin que ofrece algunos de los mejores nombres de talento festival. En 1999, 2000 y de nuevo en 2007, miles de personas han venido de todas partes del mundo a acampar al parque Seaside y disfrutar del talento de Buddy Guy, Bob Weir and Ratdog, el Deep Banana Blackout de Bridgeport, Les Claypool, Assembly of Dust, Dirty Dozen Brass Band, Los Lobos y muchos más.

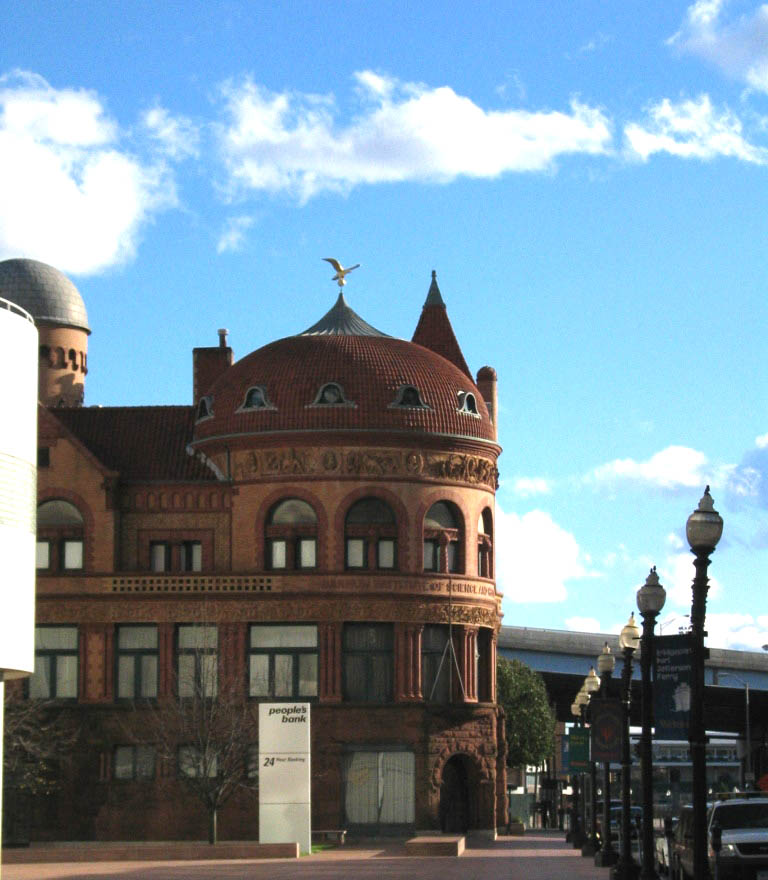
Museo Barnum.

### Estadios y Teatros
- El Klein Memorial Auditorium
- La Total Mortgage Arena - es la sede de los Bridgeport Islanders, el equipo experimental de Los New York Islanders National Hockey League. También es la sede temporal de los Westchester Knicks de White Plains (el equipo experimental de los NY Knicks de la National Basketball Association). Un estadio de 10.000 asientos en el centro de la ciudad, es también utilizado para los partidos amistosos de hockey de la liga mayor.[35][36]
- El Downtown Cabaret Theatre
- El Stress Factory Comedy Club
- El Hartford HealthCare Amphitheater

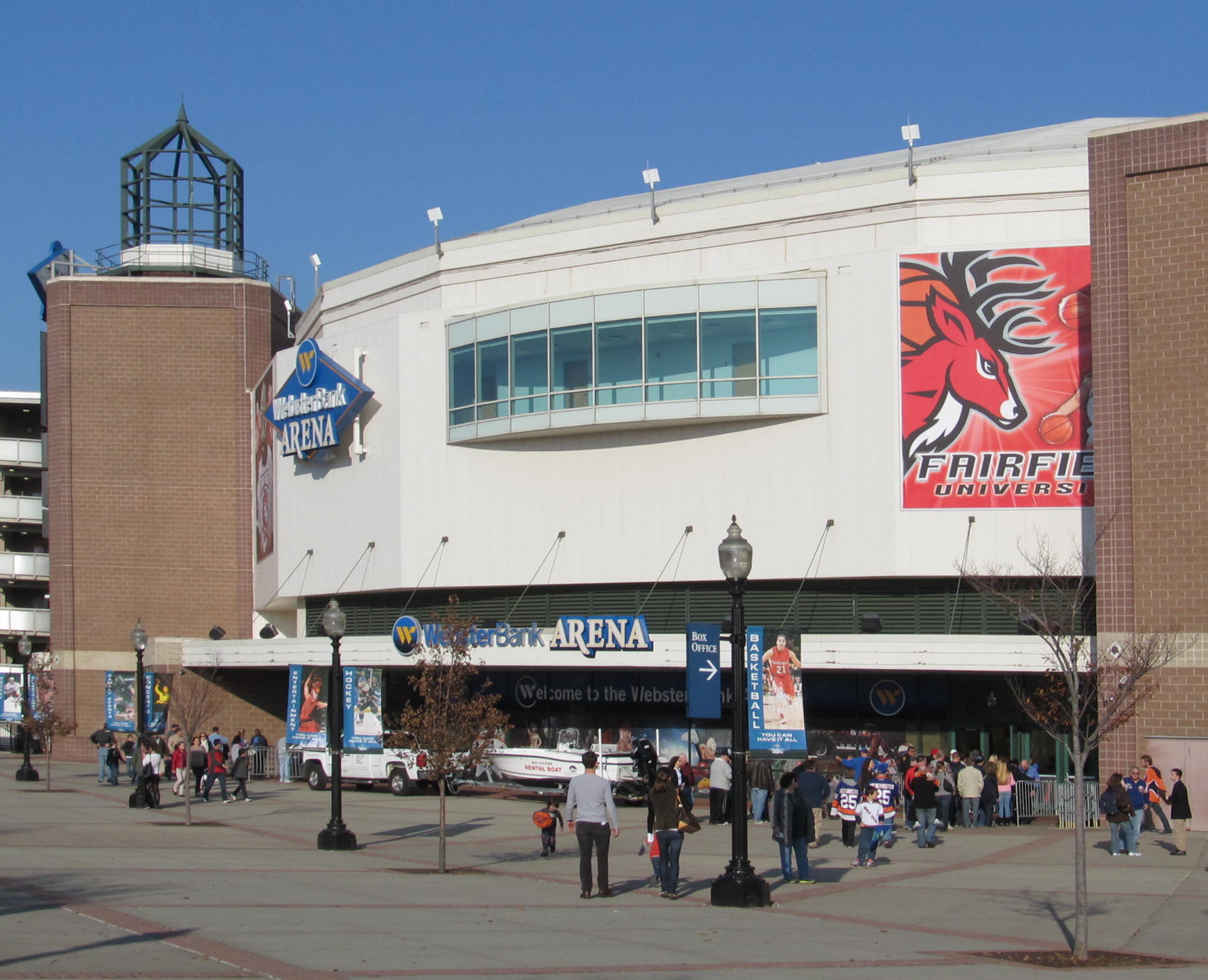